# Юмото, Кэнъити
Кэнъити Юмото (яп. 湯元 健一 Юмото Кэнъити, р. 4 декабря 1984 года) — японский борец вольного стиля, призёр Олимпийских игр и чемпионата мира, многократный чемпион Японии. Брат-близнец борца Синъити Юмото.

## Биография
Родился в 1984 году в городе Вакаяма префектуры Вакаяма. В 2008 году стал бронзовым призёром Олимпийских игр в Пекине. В 2011 году завоевал бронзовую медаль чемпионата мира. В 2012 году принял участие в Олимпийских играх в Лондоне, но там занял лишь 5-е место.
В 2017 году украинский борец Василий Федоришин был лишён серебряной награды Олимпиады-2008 за употребление допинга. После пересмотра результатов соревнований, Кэнъити Юмото был признан не бронзовым, а серебряным призёром Олимпийских игр в Пекине.